# Rouziers-de-Touraine
Rouziers-de-Touraine is een gemeente in het Franse departement Indre-et-Loire (regio Centre-Val de Loire). De plaats maakt deel uit van het arrondissement Tours. Rouziers-de-Touraine telde op 1 januari 2022 1.355 inwoners.

## Geografie
De oppervlakte van Rouziers-de-Touraine bedroeg op 1 januari 2022 18,19 vierkante kilometer; de bevolkingsdichtheid was toen 74,5 inwoners per km².

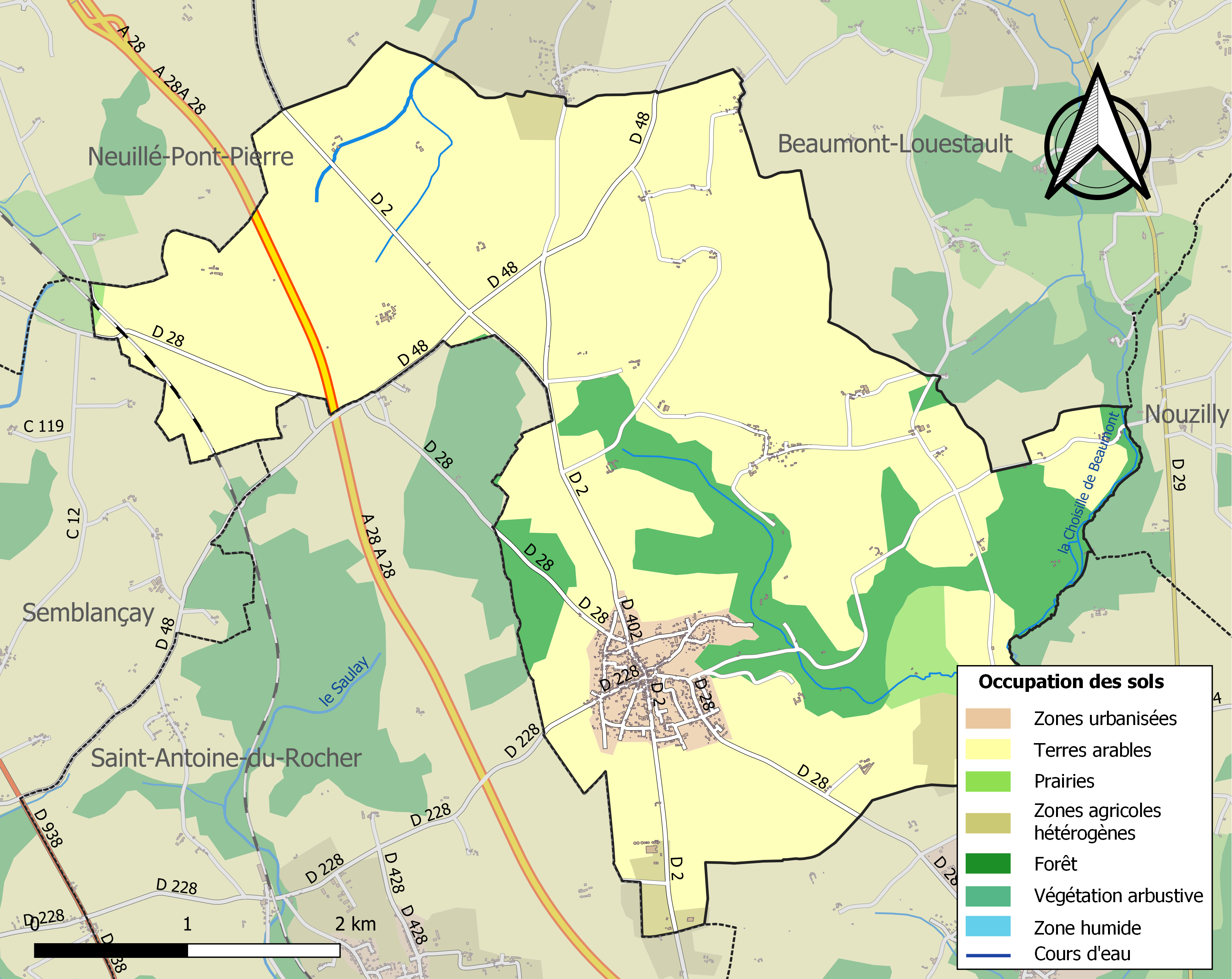
Kaart van de gemeente met belangrijkste infrastructuur, bodemgebruik en omliggende gemeenten

## Demografie
Onderstaande figuur toont het verloop van het inwonertal (bron: INSEE-tellingen).